# تسيو موكورو
تسيو موكورو (بالإنجليزية: Tsweu Mokoro)‏ (3 يناير 1982 - ) هو لاعب كرة قدم جنوب أفريقي في مركز الوسط. لعب مع أياكس كيب تاون وسوبر سبورت يونايتد وموروكا سوالوز ونادي أمازولو.

## وصلات خارجية
- تسيو موكورو على موقع قاعدة بيانات كرة القدم.إي يو (الإنجليزية)